# 국제 컬러 협회

국제 컬러 협회(International Color Consortium, 줄여서 ICC)는 8개 산업 업체가 모든 운영 체제와 소프트웨어 패키지에 걸쳐 서로 호환성 있게 기능하는 공통 색 관리 시스템을 만들 목적으로 1993년에 세운 것이다.
현재 버전 4인 ICC 규격 은 응용 프로그램, 운영 체제 사이를 오갈 때, 또 창작에서 마지막 인쇄에 이르기까지 색의 흐트러짐이 없게 해 준다.
ICC 프로파일의 포맷을 정의하는 것이 ICC의 강점이며 이 프로파일은 특정한 장치의 색 특성을 정의하거나 색 공간, PCS(프로파일 연결 공간)의 매핑 정의에 필요한 요구 사항을 보여 준다.
ICC는 이 포맷을 정확하게 정의하지만 알고리즘이나 처리에 대한 자세한 부분까지 정의하지는 않는다. 다시 말해 ICC 프로파일과 호환되는 응용 프로그램과 시스템 사이에 차이가 있을 수 있다.

## ICC 회원사
ICC에는 여덟 개의 회원사가 있다: 어도비, 아그파 게바트, 애플, 코닥, 마이크로소프트, 실리콘 그래픽스, 썬 마이크로시스템즈, 텔리전트

## 같이 보기
- ICC 프로파일
- 국제 조명 위원회